# Valambray
Valambray – gmina we Francji, w regionie Normandia, w departamencie Calvados. W 2013 roku liczba ludności wynosiła 1788 mieszkańców. 
Gmina została utworzona 1 stycznia 2017 roku z połączenia pięciu ówczesnych gmin: Airan, Billy, Conteville, Fierville-Bray oraz Poussy-la-Campagne. Siedzibą gminy została miejscowość Airan.